# Contrada della Tartuca
La Contrada della Tartuca è un  delle diciassette suddivisioni storiche della città toscana di Siena. Prende parte al Palio di Siena.

## Territorio

### Le strade all'epoca del Bando
Il Bando di Violante di Baviera (1730) determina la suddivisione territoriale delle diciassette Contrade di Siena facendo riferimento ai palazzi e ai loro proprietari dell'epoca, basandosi quindi sulle costruzioni più che sulle strade. Esso viene ancora oggi considerato la disposizione di base per determinare gli effettivi confini delle Contrade. Secondo il Bando relativo alla Nuova divisione dei confini delle Contrade, il territorio della Contrada della Tartuca è delimitato dalle seguenti vie e palazzi:
Il letterato Girolamo Gigli così riportò nel suo Diario Sanese, pubblicato postumo nel 1723:
(Girolamo Gigli, Diario Sanese)

### Le strade ai nostri giorni

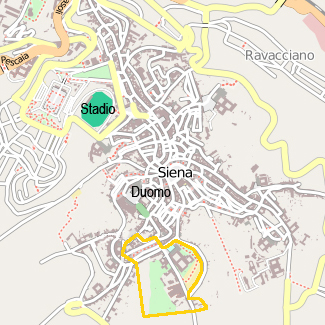
Posizione geografica del territorio della Tartuca all'interno del Comune di Siena

L'ospizio di Santa Lucia ai giorni nostri non esiste più. La strada dell'Ellera corrisponde a quella che attualmente è via delle Cerchia; il termine Ellera identifica l'edera, pianta che cresceva lungo le mura altomedievali della via. L'attuale chiesa di Sant'Agostino (metà del XIII secolo) è stata più volte restaurata ed ampliata nel corso dei secoli; nel convento intitolato al santo sono ospitati il liceo classico "Enea Silvio Piccolomini" ed il Convitto Tolomei.
Presso le case de Padri della Rosa hanno sede dal 1816 l'Accademia delle Scienze di Siena e il Museo di Storia della Scienza. Il convento che originariamente era dimora della congregazione monastica cattolica dei Frati Camaldolesi della Rosa, è stato trasformato in sede universitaria. La Porta Tufi (1325-1326) è uno degli accessi al centro storico di Siena: è attribuita all'architetto e scultore senese Agnolo di Ventura.
L'arco di Sant'Agostino fu porta della città fino al 1325; dal 1730 (anno del "Bando") divenne il varco di accesso all'attuale Prato di Sant'Agostino, cioè il piazzale alberato che costeggia la chiesa dedicata al santo. Via dei Maestri coincide con l'attuale via Tito Sarrocchi. La via delle Murella, la cui toponomastica fa riferimento alla dimensione modesta delle mura medievali della cerchia, è oggi denominata via Tommaso Pendola.
L'arco delle monache di Castelvecchio era l'arco del convento di Santa Margherita in Castelvecchio. Via di Castelvecchio ha conservato intatta la denominazione, così come la chiesa di San Pietro; via di Castelvecchino è oggi il vicolo di Castelvecchio. Porta all'Arco era in origine inclusa nella cerchia delle mura: si trovava tra l'attuale via Tommaso Pendola e via del Casato di Sopra; tuttavia essa non esisteva già più al momento della pubblicazione del "Bando" nel 1730.

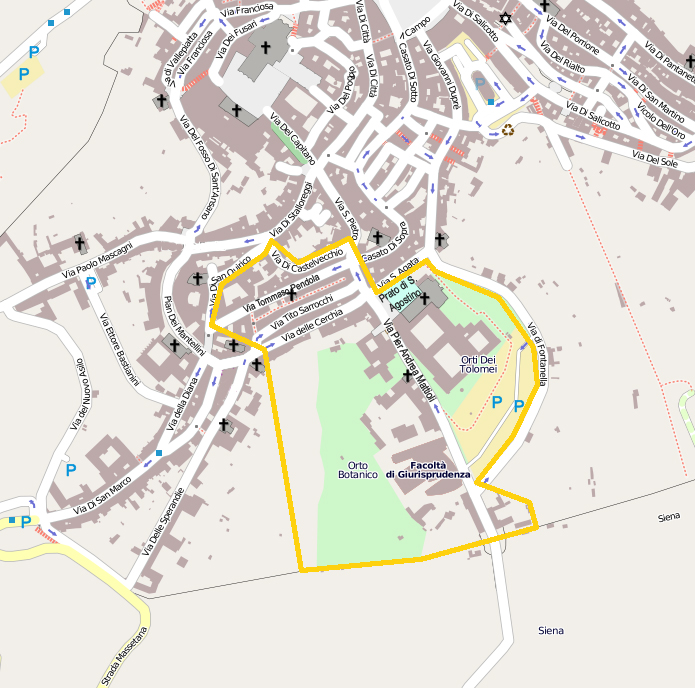
Mappa dettagliata del territorio tartuchino

Il territorio della Contrada della Tartuca, situato interamente all'interno del Terzo di Città, è delimitato dalle seguenti vie e piazze:
- Vie:
  - delle Cerchia
  - di Castelvecchio
  - Pier Andrea Mattioli[5]
  - Tito Sarrocchi
  - Tommaso Pendola
  - San Pietro (parte)[6]
  - Sant'Agata (parte)[7]

- Vicoli:
  - di Castelvecchio
  - del Saltarello
  - della Tartuca
- Piazze:
  - Prato di Sant'Agostino[8]
  - Silvio Gigli[9]

La Tartuca confina con:
- Aquila: a nord, lungo via San Pietro;
- Chiocciola: a ovest, lungo via delle Cerchia, via Sarrocchi e via Pendola;
- Onda: a est, lungo via San Pietro, via Sant'Agata e l'inizio via di Fontanella;
- Pantera: a nord ovest, lungo via di Castelvecchio.

### Luoghi di Contrada

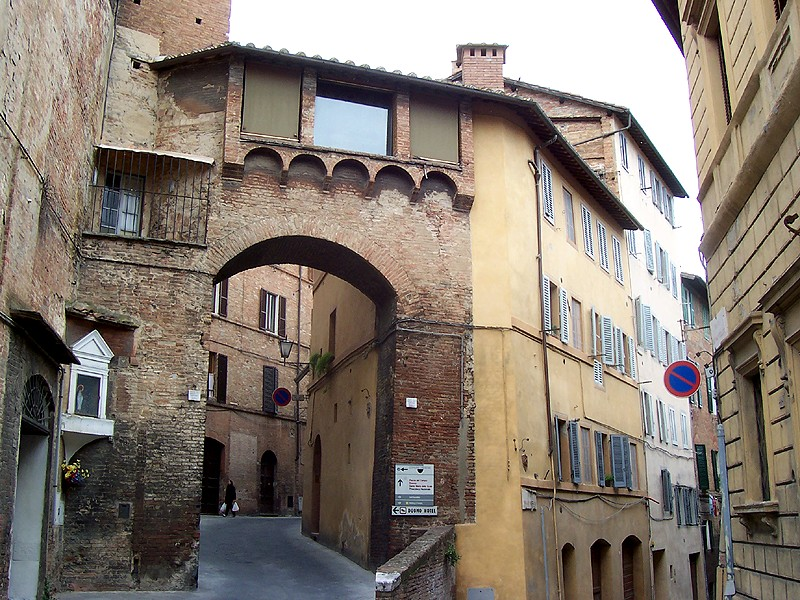
L'arco di via Sarrocchi, confine tra Tartuca e Chiocciola

- Sede

La sede della Contrada si trova presso la chiesa di Sant'Antonio da Padova in via Tommaso Pendola, già via delle Murella; è ubicata nel medesimo luogo dal 1684.
- Oratorio[13]

La chiesa della Contrada coincide con la sede; si tratta infatti dell'oratorio di Sant'Antonio da Padova, chiamato dai contradaioli oratorio di Sant'Antonio da Padova alle Murella, dedicato al santo patrono della Contrada, Antonio di Padova. La storia dell'oratorio risale alla seconda metà del XVII secolo, quando i contradaioli tartuchini acquistarono una vecchia casa di proprietà dei frati dell'Ordine di Sant'Agostino. Fu proprio sulle fondamenta di quella casa che venne costruita la nuova chiesa, in stile barocco. Del progetto e dei lavori di costruzione si occuparono quasi esclusivamente i contradaioli tartuchini: il progettista fu Niccolò Franchini, poi Priore della Tartuca; il figlio Jacomo fu l'architetto; Giovan Antonio Mazzuoli fu lo scultore che realizzò l'altare maggiore; dei vari lavori di costruzione, muratura, stucco, si occuparono i contradaioli stessi. La prima festa dedicata al patrono della Contrada venne celebrata nella chiesa già nel 1682. La "Festa Titolare" della Contrada della Tartuca viene celebrata annualmente il 13 giugno, giorno nel quale si ricorda appunto sant'Antonio.

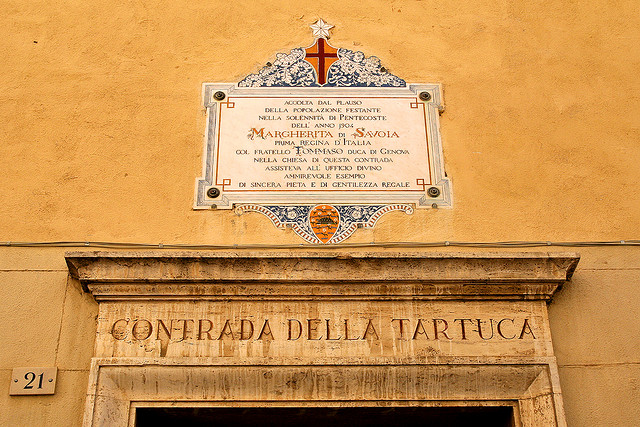
La sede della Tartuca, in via Pendola 21

- Museo

Il complesso museale della Contrada si trova annesso all'Oratorio in via Tommaso Pendola. Il museo è suddiviso in tre sezioni: il "Museo degli arredi sacri", che conserva le suppellettili sacre appartenenti alla chiesa; il "Museo del costume" e il "Museo del Palio". Nella sezione dedicata alle vittorie sono conservati i drappelloni conquistati dalla Contrada; in quella dedicata al costume, sono conservate le monture (cioè i costumi storici d'ispirazione risorgimentale) indossate dai figuranti nel corteo storico. Qui sono conservati anche i masgalani, tra i quali uno in argento cesellato e sbalzato datato 1676, raffigurante il Ratto di Europa.
- Fontanina battesimale

La fontanina è datata 1951 ed è opera dello scultore Bruno Buracchini. Presso la fontanina avviene il "battesimo contradaiolo", analogamente a tutte le altre Contrade di Siena: un battesimo laico, che ha lo scopo di "sacralizzare" l'appartenenza perpetua alla propria Contrada. Ideatore del "battesimo" fu un celebre contradaiolo tartuchino: il giornalista e conduttore radiofonico Silvio Gigli.

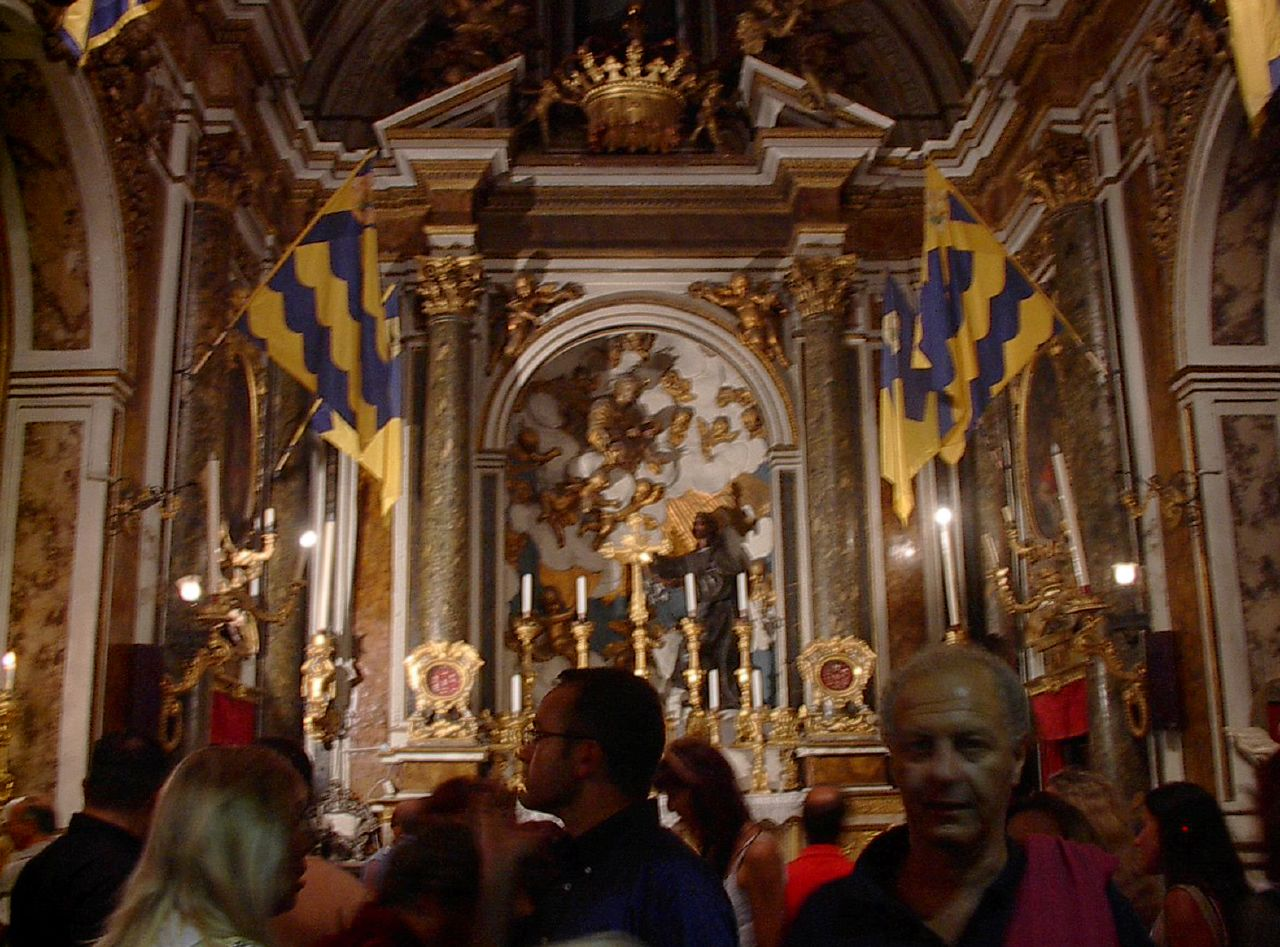
L'interno di Sant'Antonio alle Murella, dopo la vittoria del 16 agosto 2002

- Società di Contrada[22]

Denominata ufficialmente "Società di Mutuo Soccorso Castelsenio", ha sede in via Mattioli. Costituitasi ufficialmente nel 1887, lega il suo nome alla leggenda di Senio fondatore di Siena. Nata con l'intento di sostenere i più poveri e finanziare le spese legate al Palio, la Società si trovava originariamente in via Castelvecchio 25. Nel corso degli anni successivi la sede si spostò prima in Via dei Maestri 13 e poi al 30; la sede attuale è in piazzetta Silvio Gigli, lungo la via Mattioli. La "Società di Mutuo Soccorso Castelsenio" è l'unica tra le Società di Contrada a mantenere nella propria denominazione il riferimento al Mutuo Soccorso.
- Stalla

La stalla dove viene accudito il cavallo nei giorni del Palio di Siena si trova presso il vicolo della Tartuca, al civico 9.

## Origini
Così vengono definite nel 1723 da Giovanni Antonio Pecci le due Compagnie militari dalla cui unione ha avuto origine la Contrada della Tartuca:
- Porta all'Arco

«La Contrada delle strade delle Murella, e de' Maestri, dicesi della Porta all'Arco con Insegna rossa, con croce bianca a traverso».
- Sant'Agata

«La Contrada di Sant'Agata, piglia nome dall'antica Chiesa Parrocchiale di Sant'Agata, la quale dalla Chiesa di San Niccolò, detta di Santa Lucia, s'estende per la strada delle Cerchia, infino alla Porta all'Arco, e va terminando alla Porta Tufi, la quale usa per Insegna campo rosso con Croce bianca a traverso, e sopra Sant' Agata».
Sebbene non esista assoluta certezza sulle esatte origini storiche delle Contrade di Siena, si sa comunque che la Contrada della Tartuca nacque all'interno della cosiddetta "contrata di Castelvecchio", la parte più antica della città di Siena, di probabili origini etrusche.
È accertato che già nel Quattrocento e nel Cinquecento gli abitanti della zona di Castelvecchio erano soliti riunirsi per partecipare in Piazza del Campo alle "cacce dei tori" ed alle "bufalate", spettacoli antesignani del Palio di Siena corso con i cavalli. L'insegna della Contrada era di colore giallo e nero, e recava l'immagine di una tartaruga.
Pare che la Tartuca abbia avuto origine nel 1516, dall'unione delle Compagnie militari della "Porta all'Arco" e di "Sant'Agata". Tali Compagnie erano dei reparti della guardia civica, organizzati su base territoriale, e in ogni rione di Siena ne venne creata una. Erano una forma di corpo militare della Contrada, e ne facevano parte tutti i contradaioli maschi dai diciotto ai settanta anni. La prima fonte storica interna alla Contrada della Tartuca cita il 1516 come anno di origine:
(Memoria istorico - cronologia della Tartuca pubblicata in occasione della solenne consacrazione della Chiesa di detta Contrada)

Contradaiole tartuchine nel 1953, anno in cui venne fondata la moderna Compagnia di Sant'Agata, gruppo contradaiolo composto di sole donne

Non esistono dei riscontri documentali in grado di confermare l'autenticità del resoconto, tuttavia appare confermato che la Contrada della Tartuca sia nata sicuramente prima della caduta della Repubblica di Siena (1555). Il nome della Tartuca compare per la prima volta in un documento ufficiale nel 1560, nel quale si chiede che:
La Contrada non risulta invece citata nell'originale di una lettera di tale "Cecchino Cartaio" del 15 agosto 1546, indirizzata a madonna Gentile Tantucci, nella quale è descritta minuziosamente una "caccia de' tori" disputatasi in Piazza del Campo; il riferimento alla Tartuca apparve in una ristampa della lettera nel 1582.
Le prime vere riunioni dei contradaioli tartuchini nel corso del Seicento avvenivano presso la chiesa di Contrada, che allora era la Chiesa delle Carceri di Sant'Ansano, dedicata ad Ansano di Siena Protettore della Contrada. La Tartuca cercò senza successo di acquistare la chiesa, di proprietà dell'"Opera del Duomo" di Siena; per questa ragione venne poi comprata una casa in via delle Murella, sulla quale venne costruito l'attuale oratorio dedicato ad Antonio di Padova, nuovo Protettore della Contrada.

## Rapporti con le Contrade
A partire dal Tardo Medioevo le Contrade di Siena iniziarono a rivaleggiare nelle cacce dei tori, nelle bufalate, fino ad arrivare al vero e proprio Palio corso con i cavalli.
Da secoli, nel contesto del Palio, le Contrade intrattengono tra loro rapporti di amicizia, che comportano: scambi di visite e speciali onoranze, l'esposizione delle bandiere amiche nelle solennità, reciproci aiuti in particolari circostanze. Le Contrade alleate sono dette "aggregate". Allo stesso modo, quasi ogni Contrada ha un'avversaria, con la quale non intrattiene alcun rapporto: anzi, in occasione del Palio l'antagonismo e le rivalità sono esaltati ancora di più.

## Alleanze sciolte
- Chiocciola, dal 1689 al 1814; dal 1820 al 1840; dal 1866 al 1910
- Oca, dal 1933 al 1975
- Torre, dal 1689 al 1933

Attualmente le Contrade "aggregate" con la Tartuca sono quattro: Selva dal 1789; Leocorno dal 1815; Nicchio e Onda dal 1933.
Tuttavia la Tartuca, nel corso dei secoli, ha avuto altre Contrade "aggregate". L'Oca lo è stata tra il 1933 e il 1975; tornando ancora più indietro nel tempo, la Torre tra il 1689 ed il 1930. Con la Chiocciola, attuale unica rivale, ci fu addirittura un legame di alleanza a più riprese: dal 1689 al 1814, dal 1820 al 1840, e infine dal 1847 al 1906.
Uno dei legami di aggregazione più stretto ed efficace della storia del Palio di Siena fu il cosiddetto il "T.O.N.O.", dalle iniziali dei nomi delle quattro Contrade che lo componevano: Tartuca, Onda, Nicchio e Oca. Fu proprio questo nuovo patto di alleanza, insieme alla vittoria tartuchina nel Palio dell'Assunta del 1930, a causare lo scioglimento dell'alleanza plurisecolare con la Torre.
Il "T.O.N.O." mosse i suoi primi passi nel 1928, ma ebbe la sua definitiva consacrazione dopo il Palio di luglio del 1930, con la violenta rottura fra Onda e Torre. Già nel 1928 i tre drappelloni furono conquistati da Oca, Nicchio ed Onda, poi dal 1930 al 1934 il "T.O.N.O." lasciò alle altre Contrade solo le briciole. Infatti, solo nel luglio del 1931 e del 1934 a vincere furono Aquila e Civetta. Per il resto fu un dominio incontrastato delle quattro "aggregate": nel 1933 arrivò addirittura il "cappotto" della Tartuca, destinato a rimanere a lungo l'unico del Novecento. I risultati lusinghieri di questa alleanza lasciavano poco spazio ai dubbi: i meccanismi erano talmente consolidati da permettere alle dirigenze delle quattro Contrade di gestire gli accordi legati al Palio a proprio piacimento. Ma la fine dell'alleanza arrivò la sera del 16 agosto 1934, al termine del Palio.

Ganascia: nel 1933 conquistò il "cappotto" per la Tartuca

Accadde che già dalla "tratta" emersero i primi problemi: infatti i due barberi favoriti Folco e Ruello furono esclusi, e ciò aumentò l'incertezza in maniera tale da non permettere agli strateghi del "T.O.N.O." di delineare una strategia precisa. Le quattro decisero comunque di puntare sull'Oca, la quale montava il fantino Meloncino, già vincitore in luglio, sul cavallo Wally. Nonostante questi accordi, qualcuno nel Nicchio, con in testa il fantino Pietrino, iniziò a credere nelle possibilità di successo dello sconosciuto cavallo Lampo. In ogni caso la dirigenza nicchiaiola preferì seguire una strategia che non aveva come obiettivo la vittoria, attenendosi agli accordi con il "T.O.N.O.". Pietrino si adeguò, non avendo alcuna intenzione di rinunciare ai soldi promessigli dall'Oca; ma alcuni contradaioli del Nicchio, vedendolo inizialmente fiducioso di Lampo, si convinsero che il fantino volesse tirare a vincere.
La carriera vide proprio Nicchio e Oca partire in testa: per quanto il cavallo del Nicchio parve nettamente superiore, Pietrino trattenne in maniera assai vistosa Lampo e all'ultima curva del Casato fece passare Meloncino e Wally, permettendo loro una comoda vittoria. I nicchiaioli, ormai certi della vittoria, reagirono in malo modo. Pietrino venne aggredito, in breve si scatenò una rissa furibonda con gli ocaioli, e di lì a poco l'alleanza tra le due contrade venne rotta, trasformandosi in una vera e propria rivalità che fece crollare anche il "T.O.N.O.".
Nonostante queste vicende, la Tartuca mantiene le alleanze con Onda e Nicchio, stipulate ufficialmente nel 1933. Nemmeno il rapporto di "aggregazione" con l'Oca si ruppe: il legame tra le due Contrade si sciolse però nel 1975. Accadde infatti che nel corso delle prove antecedenti il Palio del 17 agosto (precisamente alla quarta prova) la Chiocciola e l'Oca decisero di scambiarsi il fantino: Valente passò all'Oca, Aceto alla Chiocciola. Tanto bastò alla Tartuca per decidere di rompere l'alleanza.

### Rivalità

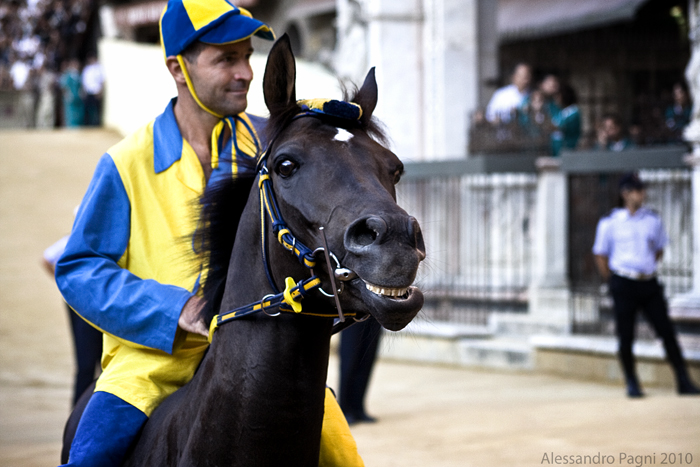
Luigi Bruschelli su Istriceddu: i due hanno vinto il Palio del 16 agosto 2010 per la Tartuca

L'unica rivale della Tartuca è la Chiocciola, la Contrada detta degli "affogasanti". La loro rivalità è una fra le più antiche e radicate della storia del Palio di Siena; ha la particolarità di essere stata interrotta e poi ripresa più volte nel corso dei secoli. Come per altre rivalità esistenti tra le Contrade, anche questa ha le sue radici nelle discussioni sui confini territoriali: ne sono conferma alcune testimonianze di scontri tra le due Contrade risalenti anche al periodo antecedente il 1652.
L'episodio più eclatante avvenuto nel corso del XVII secolo è datato 1686, e si lega al Palio del 28 luglio vinto dalla Giraffa. Durante la fase dell'assegnazione dei cavalli (la "tratta") scoppiarono gravi incidenti tra i contradaioli di Chiocciola e Tartuca tantoché inizialmente le autorità cittadine vietarono alle due Contrade di partecipare al Palio, gravandole anche di una pena pecuniaria di 100 lire. Fu il cardinale Francesco Maria de' Medici a revocare la disposizione, per paura di ulteriori gravi incidenti, alla condizione che le comparse delle due Contrade entrassero in Piazza del Campo non armate, come invece era consuetudine in quel periodo.
Il rapporto conflittuale si risolse ufficialmente già tre anni dopo: infatti nel 1689 Tartuca, Chiocciola e Torre stipularono un accordo di alleanza, al quale cento anni dopo si aggiunse la Selva (alleata sia con la Chiocciola sia con la Tartuca). Il 13 giugno i due popoli celebrarono insieme il santo patrono della Tartuca Antonio di Padova. Dopo il Palio del 16 agosto 1701, con Chiocciola prima e Tartuca seconda, comparse e Capitani delle due Contrade (più rappresentanti della Torre) si recarono presso la chiesa dell'Oca, organizzatrice di quel Palio, per omaggiarla cantando un solenne Te Deum.

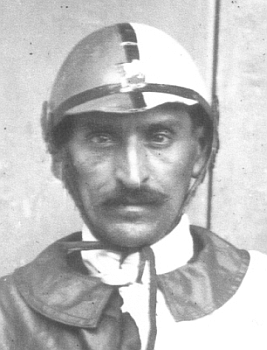
Zaraballe, fantino ingaggiato nel 1904 dalla Tartuca con il solo fine di penalizzare la Chiocciola

Durante il XVIII secolo le due Contrade mantennero fede all'alleanza; tutto mutò nel secolo successivo, a partire dal Palio dell'agosto 1814: quel giorno il fantino della Tartuca Niccolò Chiarini detto Caino fu preso a nerbate e fermato per un giro dal fantino della Chiocciola, Giovanni Simoncini detto Belloccio. Da ciò scaturirono gravi disordini tra i contradaioli, con i tartuchini che arrivarono a dare fuoco allo stemma dell'ormai ex alleata Chiocciola. Il culmine delle tensioni si ebbe durante il Palio del 16 agosto 1820, quando i fantini delle due Contrade (Francesco Morelli detto Ferrino Maggiore della Tartuca e Adamo Bracali detto Il vecchio della Chiocciola) scesero da cavallo e si nerbarono per tutta la durata della corsa, finché non caddero esausti. La situazione di estrema tensione e la pressione delle autorità cittadine costrinsero le dirigenze delle due Contrade a trovare un accordo di alleanza, che venne sancito ufficialmente nell'ottobre 1820 con un banchetto di diciotto contradaioli, nove per ciascuna Contrada.
La calma durò per vent'anni: la rivalità fu ufficializzata nuovamente dopo il Palio del 16 agosto 1841. Quel giorno il fantino tartuchino Giuseppe Brandani detto Ghiozzo spinse giù da cavallo il celebre Gobbo Saragiolo della Chiocciola. Erano anni nei quali la Tartuca era fortemente osteggiata dalla popolazione per via dei suoi colori, troppo simili a quelli della Casa d'Asburgo. Nell'agosto 1856, il fantino del Drago Donato Partini detto Partino Minore prese 25 lire per fermare la Tartuca, montata dal favorito Francesco Bianchini detto Campanino; nel luglio 1857 lo stesso Partino, questa volta nella Lupa, nerbò violentemente il fantino tartuchino Gaetano Bastianelli detto Gano di Catera, sotto compenso di 45 lire. In quegli anni invece la Chiocciola centrò ben sei vittorie in nove anni (tra il 1850 e il 1858).
I rapporti ufficiali tra Tartuca e Chiocciola furono altalenanti tra continue riconciliazioni e conflittualità. Ma dalla seconda metà dell'Ottocento la Chiocciola entrò in crisi: rimase infatti all'asciutto dal 1888 al 1911. Proprio nello stesso periodo ci fu una vera e propria ascesa della Tartuca, che trionfò in sei occasioni tra il 1889 e il 1910. Anche per queste ragioni i rapporti peggiorano pesantemente, nonostante la rivalità fosse stata sospesa ufficialmente nel 1866. Il 6 agosto 1891 venne stipulato un accordo di non belligeranza, che però ebbe scarso successo.

Contradaioli tartuchini riuniti per il ventennale della "Società Mutuo Soccorso Castelsenio", nel 1907

Il 1904 fu un anno particolarmente complicato per le due rivali. In luglio la Tartuca perse il Palio all'ultimo istante: Picino venne beffato in volata dal rivale Nappa della Pantera. In agosto lo stesso Picino cambiò clamorosamente contrada, passando alla rivale Chiocciola. Il suo Palio durò poco: fu nerbato pesantemente da Zaraballe, fantino ingaggiato dalla Tartuca con il solo fine di impedire il successo della rivale. Il 16 agosto 1906, dopo la vittoria dell'Aquila, la Chiocciola divenne "nonna" e gli sfottò tartuchini contribuirono ad alimentare i contrasti tra le due Contrade. Dopo la vittoria tartuchina dell'agosto 1910 e i nuovi incidenti che seguirono, divenne ancora una volta ufficiale una rivalità che ormai era vissuta da entrambe le fazioni.
Nel 1915 ci fu l'ultimo tentativo di riappacificazione, non andato però a buon fine. Dopo la sospensione a causa delle vicende belliche, la rivalità tra Tartuca e Chiocciola riprese vitalità. Nell'agosto 1924 Picino diede avvio ad un periodo d'oro per la Chiocciola: seguirono infatti le vittorie di Cispa nell'agosto 1925 e 1926. La risposta della Tartuca non si fece attendere, e nel corso degli anni trenta dominò le sorti del Palio grazie all'alleanza con Oca, Nicchio e Onda: il già citato "T.O.N.O.".
Nell'agosto 1938, dopo lo scioglimento del "T.O.N.O.", la rivalità fra Chiocciola e Tartuca si arricchì di un nuovo capitolo: la Tartuca era ampiamente favorita grazie al fantino Ganascia sul cavallo Ruello, al contrario la Chiocciola si presentava con Tripolino sul modesto barbero Sansano. Contro ogni pronostico vinse la Chiocciola dopo dodici anni di astinenza. Nella Tartuca si aprì una crisi nera: l'idolo Ganascia fu duramente contestato dai tartuchini, reo di aver fatto poco per impedire la vittoria della rivale. Si interruppe così il rapporto all'apparenza inscindibile tra il fantino e la contrada di Castelvecchio. Il 2 luglio 1949 la Tartuca era ancora tra le favorite, con Ciancone sul forte cavallo Piero. La Chiocciola si presentò al canape con Eletto Alessandri detto Bazza, sulla "brenna" Lirio. A sorpresa, come undici anni prima, fu la Chiocciola a vincere, beffando la favorita Tartuca.

Canapino: dopo l'esordio con la Chiocciola, corse dieci volte per la Tartuca, vincendo nel 1967.

All'alternarsi di vittorie e periodi bui tra le due rivali, la Tartuca rispose nel 1951 con Ciancone, dopo un digiuno di diciotto anni, bissando poi nel 1953 con Ranco. Nel 1957 il destino fu beffardo per la Tartuca: durante le prove si infortunò Il Biondo, fantino della Chiocciola, ed al suo posto la dirigenza scelse Vittorino, appena scartato dalla Tartuca (gli fu preferito Mezz'etto). Fu Vittorino a vincere, con il fantino tartuchino caduto da cavallo.
Nella seconda metà del Novecento, anche i fantini contribuirono ad alimentare la rivalità tra Tartuca e Chiocciola. Negli anni sessanta iniziò infatti il duello fra due fantini quasi omonimi: Leonardo Viti detto Canapino e Antonio Trinetti detto Canapetta. Il primo esordì nella Chiocciola, correndo due volte nel 1960 e poi nel 1964, prima di passare alla rivale per la quale corse dieci volte; il secondo fu fantino della Tartuca in cinque occasioni, per poi correre nella rivale sette volte, con due vittorie.
Nel 1972 fu Aceto su Mirabella a vincere per la Tartuca, in quella che sarebbe stata l'ultima vittoria della Contrada fino al 1991. Per la contrada di Castelvecchio iniziò un altro periodo di crisi, corrispondente ad uno eccezionale per la rivale Chiocciola: vittorie ad agosto 1975, luglio 1976, agosto 1982. Nel 1983 ci fu l'ennesimo scontro in Piazza tra le rivali: in agosto, durante le fasi della mossa, Ercolino correva per la Tartuca esclusivamente per ostacolare Bazzino della Chiocciola. Il fantino tartuchino non mollò mai il suo rivale, condizionandolo in maniera decisiva al punto da costringerlo a bloccarsi al canape, protestando vanamente a nerbo alzato. Mentre la Giraffa vinceva il Palio con Moretto, chiocciolini e tartuchini erano già scesi in pista per azzuffarsi. A causa del suo comportamento, Adolfo Manzi detto Ercolino fu squalificato per sei Palii.

Aceto, qui con la Tartuca nel 1990, vinse anche per la Chiocciola nel 1975

Un altro anno critico nella storia della rivalità tra Tartuca e Chiocciola fu il 1991. Per il Palio del 2 luglio, la Tartuca, senza vittorie da diciannove anni, era la favorita della vigilia grazie all'accoppiata Cianchino - Uberto. La Chiocciola, che all'ultimo momento preferì Falchino a Bastiano, correva con l'obiettivo di impedire la vittoria della rivale. Alla mossa la situazione fu paradossale, con il Nicchio di rincorsa che rimase fermo non vedendo mai la propria rivale Montone in difficoltà al canape, e con la Chiocciola ad ostacolare costantemente il corretto allineamento della Tartuca. Per queste ragioni il Palio venne rinviato al giorno successivo. Poco cambiò: il duello Cianchino-Falchino si fece subito aspro, con il fantino chiocciolino che obbligò il rivale ad una partenza difficoltosa nelle ultime posizioni. Cianchino iniziò però a recuperare posizioni, riuscendo a vincere superando Il Bufera della Lupa all'ultima curva di san Martino.
Nell'agosto 1997, la Tartuca replicò lo storico ostacolo messo in atto nel 1983 da Ercolino. Il protagonista fu Bucefalo, che aveva il compito di fermare il rivale Trecciolino. Nonostante la caduta al canape, Bucefalo mise in atto un'azione di disturbo in modo continuo e determinato. L'azione riuscì, ma il fantino tartuchino venne squalificato per venti Palii a causa della sua condotta. La Chiocciola saprà prendersi la rivincita nell'ultimo scontro tra le rivali del XX secolo, datato 16 agosto 1999, dopo diciassette anni di digiuno. Fu Massimino a vincere, con Il Bufera della Tartuca caduto alla terza curva di san Martino.

## Araldica

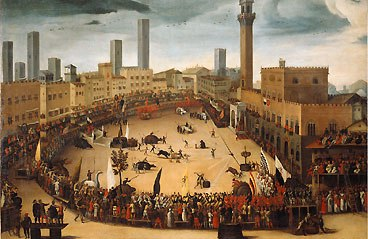
Vincenzo Rustici, Caccia dei tori in Piazza del Campo. Dipinto realizzato sulla base della descrizione di "Cecchino Cartaio".

Lo stemma attuale della Tartuca è rappresentato da una tartaruga greca su terreno erboso, seminato di nodi di Savoia azzurri alternati con margherite bianche. Tuttavia nel corso dei secoli lo stemma ha subito radicali cambiamenti, fino ad arrivare al disegno attuale.
I colori della Contrada vennero storicamente attestati per la prima volta nel 1582, anno della ristampa della famosa lettera realizzata nel 1546 da tale "Cecchino Cartaio", il quale descrisse minuziosamente una caccia dei tori disputatasi in Piazza del Campo. Secondo l'autore tutte le comparse entrarono in Piazza del Campo gridando l'insegna della propria Contrada e portando una «grandissima macchina» (una sorta di attuale carro allegorico) che aveva la forma dell'animale che le contraddistingueva. Così scrisse "Cecchino Cartaio" riferendosi ai tartuchini:
(Cecchino Cartaio, La Magnifica ed onorata festa fatta in Siena per la Madonna d'Agosto l'anno 1546: Lettera di Cecchino Cartaio a madonna Gentile Tantucci.)
Un documento del Comune di Siena datato 30 giugno 1701 conferma che i colori del giubbino dei fantini della Tartuca erano appunto giallo e nero. Nel breve periodo tra il 1714 ed il 1716 la Contrada sostituì il nero con il rosso, anche se non c'è generale unanimità sull'effettiva possibilità che questo cambio cromatico si sia verificato.
L'immagine della tartaruga apparve per la prima volta nello stemma della Contrada solamente nel 1717, in occasione del Corteo storico antecedente il Palio straordinario del 2 luglio, indetto per celebrare la visita a Siena di Violante Beatrice di Baviera. La Tartuca si presentò al Corteo con un carro trionfale, e lo storico ed erudito Giuseppe Maria Torrenti (1680 ca. - 1726 ca.) riportò la seguente annotazione:
(Giuseppe Maria Torrenti)

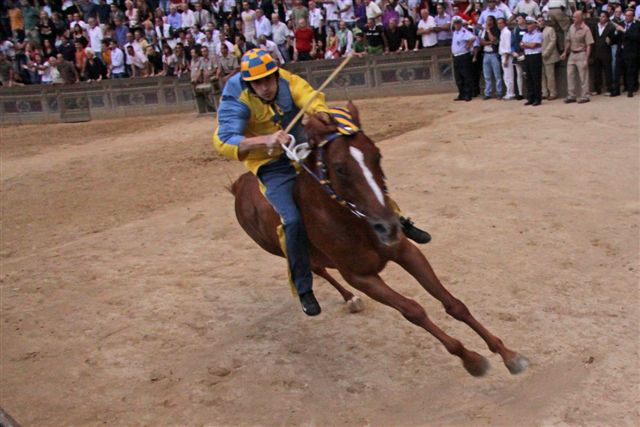
Gingillo veste il giubbetto della Tartuca, con gli attuali colori giallo e turchino

A partire dal Palio straordinario del 2 aprile 1739, indetto per celebrare la visita del Granduca di Toscana Francesco I di Lorena, la Tartuca presentò l'insegna con il giallo e il nero in parti uguali, con la tartaruga posta al centro in campo blu. Nel 1767 fu decisa una piccola modifica ai colori: in occasione del Palio straordinario del 14 maggio, i costumi dei monturati erano quasi esclusivamente gialli, con delle mostrine in nero. Un'altra piccola modifica avvenne tre anni più tardi, quando si decise di aggiungere alcuni nastrini di colore turchino al giubbino del fantino, probabilmente per mero gusto estetico. Nel 1792 la bandiera subì un altro piccolo cambiamento: vennero abbandonate le liste e fu introdotto il "motivo a scacchi gialli e neri ed un poco di celeste".
Durante il periodo risorgimentale la Tartuca fu sempre al centro di aspre critiche da parte della cittadinanza senese, per via dei suoi colori troppo simili a quelli dei dominatori asburgici. La Tartuca veniva spesso accolta da sonori fischi all'ingresso in Piazza, e addirittura in pieno periodo di moti (1847) la Contrada non poté partecipare alla Festa Nazionale di Firenze, organizzata per uno scambio di vessilli tra le città del Granducato di Toscana, a causa delle sue insegne dal forte richiamo asburgico. Per queste ragioni, e per la fiducia nei confronti delle riforme concesse da papa Pio IX, la Tartuca sostituì il nero con il bianco: i colori dello stemma divennero analoghi a quelli della bandiera della Città del Vaticano. Ma già nell'agosto 1849 la Contrada si ripresentò con le insegne del 1739, ricevendo la solita bordata di fischi da parte della Piazza.
Negli anni seguenti il malcontento generale verso la Contrada ed i suoi colori non diminuì, finché nel 1858 i contradaioli tartuchini, esasperati dalla situazione, decisero di mutare i colori della Contrada: nel Palio del 16 agosto il fantino Gaetano Bastianelli, detto Gano di Catera, indossò un giubbetto dai colori giallo e turchino. Il 15 dicembre dello stesso anno il Magistrato Civico accettò ufficialmente che l'insegna della Contrada recasse una tartaruga su «fondo giallo e turchino, a parti uguali, leggermente arabescata di nero». Il 25 marzo 1859 la Comunità Civica deliberò ufficialmente che i nuovi costumi dei monturati tartuchini fossero di colore giallo e turchino in parti uguali, senza più gli arabeschi neri.
Le manifestazioni di protesta comunque non cessarono, e la Tartuca si rifiutò di correre il Palio del 16 agosto 1860. Nel 1861 la Tartuca tornò a correre il Palio di Siena, grazie anche ad un nuovo clima politico dovuto alla nascita del nuovo Regno d'Italia in marzo. Vinse il 16 agosto di quello stesso anno, grazie al fantino Mario Bernini detto Bachicche: fu la prima vittoria con i nuovi colori.
L'attuale insegna della Contrada della Tartuca si completò nel luglio 1887, in occasione della visita a Siena (ed in particolare nel territorio tartuchino) di Re Umberto I e della consorte Margherita di Savoia. Per omaggiare i reali, la Contrada richiese la concessione di poter inserire nella propria insegna i simboli di Casa Savoia. La Consulta araldica del Regno d'Italia diede parere favorevole, e comunicò la descrizione del nuovo stemma tartuchino:
Lo stemma attuale prese così forma: dieci margherite, undici nodi di Savoia, una tartaruga greca su sfondo giallo e turchino.

## Vittorie
Alla Tartuca sono riconosciute ufficialmente dal Comune di Siena 48 vittorie e mezza, l'ultima delle quali ottenuta nel Palio straordinario del 20 ottobre 2018 con Andrea Coghe detto Tempesta su Remorex. Le vittorie che la Contrada si attribuisce sono invece 54 e mezza, poiché considera valide sei vittorie ottenute nel corso del Seicento.
La "mezza vittoria" si riferisce al Palio del 16 agosto 1713, vinto a metà con l'Onda.

### Seicento

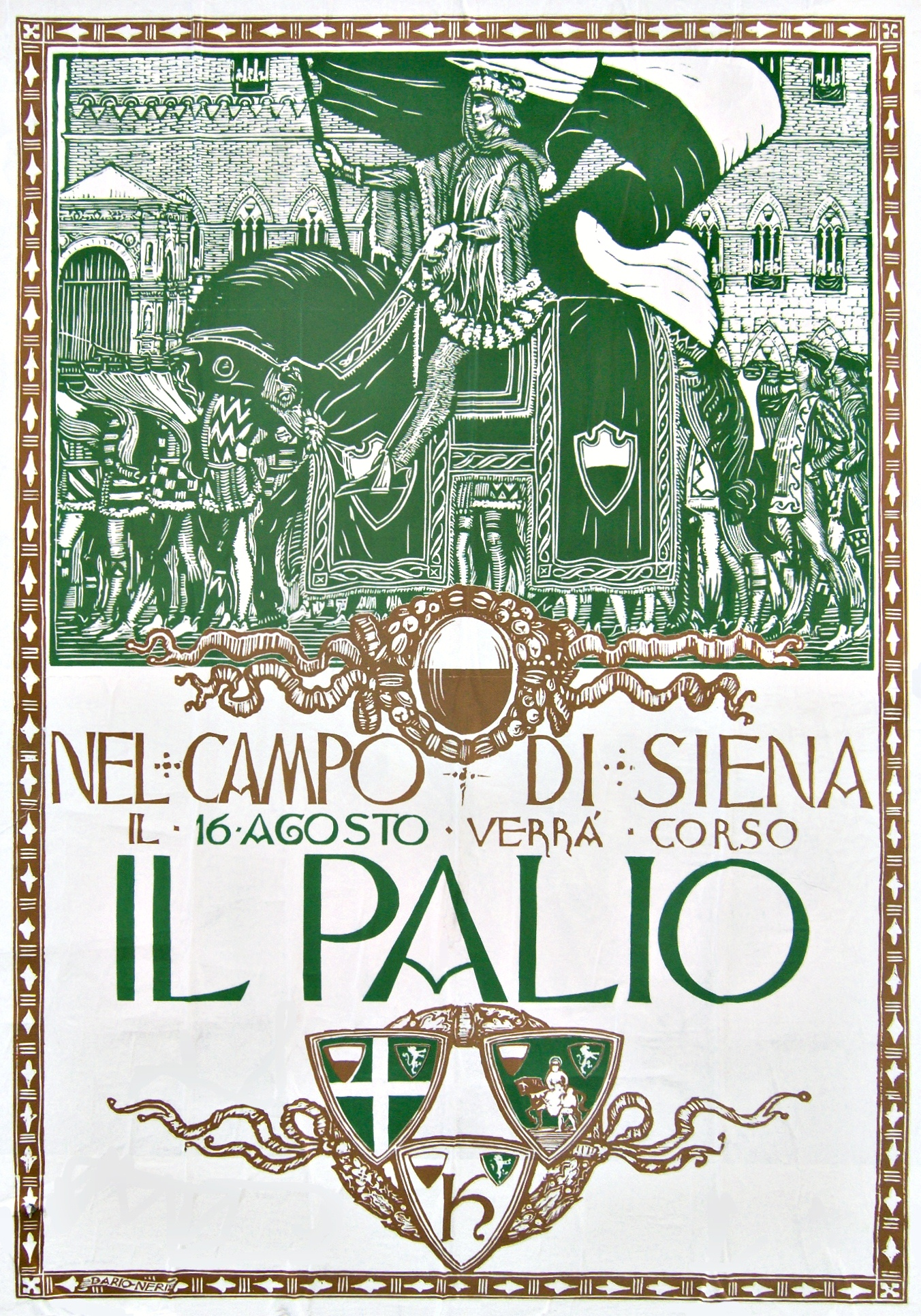
Manifesto che annuncia il Palio

La prima vittoria che la Tartuca si attribuisce è quella nel Palio dedicato alla Madonna di Provenzano del 15 agosto 1633: tale Palio non è annoverato dal Comune nell'Albo delle vittorie del Palio di Siena, sebbene il Comune lo abbia riconosciuto ufficialmente il 14 febbraio 1896. La Contrada conserva ancora presso il proprio Museo il drappellone vinto nel 1633.
Non riconosciute dal Comune sono le vittorie del 2 luglio 1638 e 1643, delle quali non si hanno documenti certi nemmeno dell'effettivo svolgimento.
La prima vittoria ufficialmente riconosciuta è quella del Palio del 2 luglio 1651, al quale vi parteciparono quindici contrade. Il drappellone vinto era in tessuto damasco verde, del valore di 70 scudi, con rappresentati: lo stemma del Granduca Ferdinando II de' Medici, la "Balzana" (cioè lo stemma di Siena) e la lupa capitolina. Nel Seicento la Tartuca vinse ancora nel 1678 e nel 1685; non furono le uniche vittorie, in quanto la Contrada vinse anche nel 1664, nel 1670 e nel 1682: tali vittorie non sono però ritenute ufficiali, nonostante la Contrada se le attribuisca.

### Settecento
Il Settecento si aprì per la Tartuca con una vittoria: il 2 luglio 1700 fu Savino (oste e proprietario del cavallo vincente, Grillo) a trionfare sul tufo di Piazza del Campo, in un Palio corso da tutte e diciassette le Contrade con cavalli propri.
Il 1713 è l'anno della "mezza vittoria", unico caso nella storia del Palio di Siena in cui la vittoria è stata assegnata contemporaneamente a due Contrade. Il 16 agosto l'Onda vinse la corsa, ma il fantino Giovan Battista Pistoi detto Cappellaro si fermò a metà del Palco dei Giudici; la Tartuca giunse seconda ma il suo fantino Giovan Battista Papi, detto Ruglia, passò invece interamente il Palco. Ne nacque così un litigio tra i popoli delle due Contrade, in quanto i tartuchini asserivano che l'Onda non aveva compiuto un'azione obbligatoria da Regolamento. Data l'incertezza, l'assegnazione del Palio fu sospesa fino alla decisione dei giudici. Il verdetto fu emesso il 10 settembre, e si affermò che effettivamente la tesi tartuchina era corretta, e che da quel momento in avanti sarebbe stato squalificato chi non avesse passato per intero anche il Palco dei Giudici. Credendo tuttavia nella buona fede dell'Onda, i giudici assegnarono la vittoria ed il drappellone ad entrambe le contrade, e sempre tra le medesime divisero i 40 scudi di premio.
La Tartuca bissò il successo nell'anno successivo grazie a Niccolaio Luti detto Ignudo, ma da allora andò incontro ad otto anni di delusioni. La Contrada ritornò al successo il 1º maggio 1722 nel Palio straordinario corso per la visita dei Principi di Baviera Carlo Alberto, Ferdinando Maria e Giovanni Teodoro. Ancora un successo nel 1725, in un Palio nel quale ben otto cavalli giunsero scossi: per la Tartuca vinse Jacomo Mazzini detto Cerrino su Bellafronte. Poi ancora otto anni senza successi, fino alle vittorie di Giuseppe Pistoi detto Figlio di Cappellaro nel 1733 e di Giuseppe Mazzini nel 1735. Fu allora che iniziò il periodo più lungo senza vittorie per la Tartuca: ventuno anni di attesa prima di poter vincere un drappellone. Si dovette infatti attendere il 4 luglio 1756 prima di vedere un altro successo tartuchino: artefici furono il fantino Antonio Vigni detto Luchino ed il Morello stellato di Giuseppe Vichi.
Nella seconda metà del secolo arrivarono altre quattro vittorie: 1769, 1786, 1790 e 1797. Alla fine del Settecento le vittorie ufficiali erano 141/2, quelle che la Contrada si attribuiva erano 201/2.

### Ottocento
Così come il Settecento, anche l'Ottocento si aprì con una vittoria per la Contrada di Castelvecchio. Il 17 agosto 1800 fu Francesco Sucini, detto Polpettino, a vincere montando un baio bruciato di proprietà di Giuseppe Brecchi. La vittoria aprì un periodo d'oro per la Tartuca, che fino al 1817 vinse con costanza per altre sei volte, incluso un Palio straordinario corso con cavalli scossi nel 1809. Protagonista delle vittorie nel 1813 e nel 1817 fu il celebre Niccolò Chiarini detto Caino, uno dei fantini più vincenti della storia plurisecolare del Palio di Siena.
La striscia di vittorie si interruppe bruscamente, e la Contrada rimase all'asciutto per diciannove anni. Fu grazie a Giovanni Brandani detto Pipistrello che il 3 luglio 1836 si tornò a gioire a Castelvecchio: una vittoria netta, centrata grazie ad una gara di testa sin dalla prima curva di san Martino.

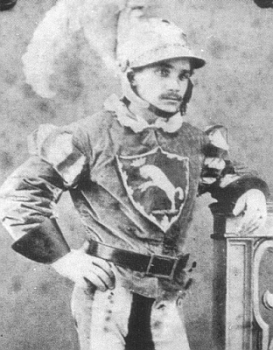
Leggerino: vinse con la Tartuca nel 1886

La Tartuca non riuscì a ritrovare la stessa costanza di vittorie dei primi due decenni del secolo, e la vittoria successiva arrivò sette anni dopo con Francesco Bianchini detto Campanino. Il periodo buio non era finito, e la Contrada rivinse dopo altri diciotto anni nell'agosto 1861, grazie a Mario Bernini detto Bachicche: fu la turbolenta vittoria con i nuovi colori giallo e turchino.
Il 20 agosto 1872 arrivò la ventesima vittoria e mezzo, grazie a Pietro Locchi detto Paolaccino. Dopo altri quattordici anni, il 4 luglio 1886 ebbe inizio un altro periodo fortunato per la Tartuca, analogo a quello vissuto agli inizi del secolo. Infatti Antonio Salmoria detto Leggerino, sul cavallo Carbonello, regalò la prima delle due vittorie che fecero conquistare il primo "cappotto" della storia tartuchina; il 16 agosto fu Pietro Fosci detto Pietrino d'Arezzo su Farfallina a bissare la vittoria del Palio di Provenzano. Il XIX secolo si concluse con altre quattro vittorie: nel 1889 e nel 1991 con Francesco Ceppatelli detto Tabarre, nel 1895 con Ansano Giovannelli detto Ansanello e nel 1898 con Angelo Volpi detto Bellino.
Le vittorie totali conseguite dalla Contrada della Tartuca nell'Ottocento furono diciassette: tre in meno di Onda e Torre, le uniche ad aver vinto di più nel corso del secolo. Al momento il totale di vittorie riconosciute alla Tartuca era di 311/2.

### Novecento

Scansino: vinse nel 1902.

Analogamente a quanto accaduto nei due secoli precedenti, anche all'inizio nel Novecento la Tartuca non tardò a vincere: il 16 agosto 1902 fu il giorno del primo successo tartuchino di Domenico Fradiacono, detto Scansino. La vittoria fu celebrata portando in giro per le vie contradaiole il drappellone appena vinto e quello vinto esattamente cento anni prima (grazie a Tommaso Felloni detto Biggéri). Scansino seppe ripetersi otto anni dopo, centrando la sua ultima vittoria in Piazza, la seconda nel secolo della Tartuca.
Il Palio di Siena venne sospeso dal 1915 al 1918 a causa della prima guerra mondiale, ma l'ultima vittoria prima della sospensione fu proprio tartuchina. A trionfare fu Aldo Mantovani detto Bubbolo, il quale ricevette dalla Contrada il lauto compenso (per l'epoca) di 1.000 lire. Il ritorno alle corse non fu positivo per la Tartuca: dovette infatti attendere una nuova vittoria fino al 1930, grazie a Fernando Leoni detto Ganascia.
Prima che si rompesse definitivamente nel 1938 il rapporto con la Tartuca, il fantino di Monticello Amiata conquistò il secondo "cappotto" della storia tartuchina: vinse infatti entrambi i Palii ordinari del 1933, montando entrambe le volte il cavallo Folco (all'esordio al Palio di Siena).

Il cavallo Folco

Nella carriera di luglio il binomio partì fulmineamente e in poche falcate staccò le rivali. Solo una contrada riuscì a tenere il passo della Tartuca: la Lupa, che montava il fantino Angelo Meloni detto Picino, all'ultima corsa della sua carriera. Tra i due fantini si aprì una storica lotta a colpi di nerbo: Ganascia riuscì a resistere al meglio ai colpi e, grazie anche alla sua corporatura robusta, fece cadere l'avversario sul tufo. Liberatosi dell'ostacolo lupaiolo, Ganascia poté concludere al meglio la carriera.
In agosto la fortuna baciò letteralmente la contrada di Castelvecchio, riassegnandole di nuovo Folco. La dirigenza non ebbe dubbi nel richiamare Ganascia; ironia della sorte, l'avversaria più temibile fu ancora la Lupa con il veloce barbero Ruello montato da Tripoli Torrini detto Tripolino. A breve, dopo lo scatto iniziale del Montone, il Palio divenne una lotta a due tra Tartuca e Lupa, ma anche stavolta Ganascia e Folco furono imbattibili e raggiunsero primi il terzo e ultimo bandierino. A carriera conclusa il fantino venne ricompensato dalla Contrada con il mobilio per una nuova camera da letto.
Dopo la rottura dell'alleanza "T.O.N.O." (il gruppo Tartuca, Oca, Nicchio e Onda) la Tartuca rimase a secco per diciotto anni (sebbene dal 1940 al 1944 ci fu la sospensione a causa della seconda guerra mondiale). Il 16 agosto 1951 rimediò Giuseppe Gentili detto Ciancone: il fantino di Manziana aveva già vinto il 2 luglio per la Pantera, e grazie alla vittoria al Palio dell'Assunta centrò il proprio personale "cappotto". Due anni più tardi la Tartuca vinse in luglio, grazie ad Albano Nucciotti detto Ranco su Tarantella. Nel giorno dell'addio al Palio di Ganascia, Ranco seppe approfittare della caduta di Vittorino alla seconda curva di san Martino, conducendo la corsa fino alla fine.

Aceto, vincitore con la Tartuca nel 1972

Dopo quattordici anni, e ventinove Palii di attesa, la Contrada di Castelvecchio conquistò il drappellone del 2 luglio 1967 per merito di Leonardo Viti detto Canapino. La carriera non partì nel migliore dei modi per la Tartuca, che all'ingresso della Lupa di rincorsa era addirittura rigirata. Nonostante ciò Canapino non si arrese e tentò una disperata rimonta. In testa si alternarono Aquila e Bruco, finché una caduta generale portò davanti la Lupa e rimise improvvisamente in corsa la Tartuca. Lupa e Aquila vennero sopravanzate all'inizio del terzo giro da Istrice e Civetta. L'epilogo della gara fu incredibile: i fantini di Istrice e Civetta, rispettivamente Tristezza e Bazza, si ostacolarono a vicenda e alla curva di san Martino non riuscirono nemmeno a girare, finendo dritti verso il "Chiasso Largo". La Lupa tornò in testa, ma lo stremato cavallo Danubio si fermò facendo cadere il fantino Canapetta. A quel punto Canapino si ritrovò incredulo al comando e con lo zucchino calato sugli occhi tagliò il terzo bandierino regalando ai tartuchini un Palio che sembrava già perso.
Il 2 luglio 1972 fu il turno del "Re della Piazza" Aceto. Dopo una iniziale caduta al canape durante le fasi della mossa, il fantino sardo riuscì a partire bene, girando secondo alla prima curva di san Martino. Rimasto miracolosamente in groppa a Mirabella dopo una rischiosa curva del Casato, Aceto si portò in testa e vi rimase fino all'inizio del terzo giro. A quel punto iniziò un violento scontro a colpi di nerbate con Tristezza del Montone il quale prese la testa. La sorpresa avvenne all'ultima curva di san Martino: il cavallo del Montone si rifiutò di girare e Aceto tornò ancora davanti. L'ultimo attacco fu quello di Canapino della Lupa, ma il fantino tartuchino riuscì a spuntarla in volata, centrando la quarantunesima vittoria e mezza della storia di Castelvecchio.

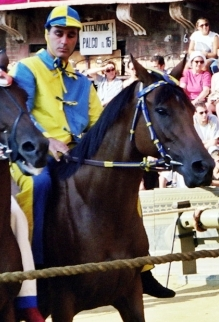
Il Bufera

Gli anni settanta e ottanta non regalarono altri successi, e la Tartuca dovette aspettare diciannove anni ed un giorno per un nuovo drappellone. Il 3 luglio 1991 il merito fu di Salvatore Ladu detto Cianchino, allievo del plurivincitore Ciancone. Ladu dovette fare i conti con la rivale Chiocciola, il cui fantino Falchino si preoccupò di bloccarlo alla mossa. Ad approfittarne fu la Lupa con Il Bufera su Careca, che condusse per quasi tutta la carriera fino all'ultimo Casato. Qui Cianchino, nel frattempo liberatosi dell'ostacolo di Falchino, infilò dall'interno il duo della Lupa ottenendo il suo sesto successo personale.
Il XX secolo della Tartuca si chiuse con la vittoria del 16 agosto 1994 di Dario Colagè: Il Bufera su Delfort Song vinse alla quarta presenza consecutiva con la Contrada di Castelvecchio.
Nel corso di tutto il Novecento la Tartuca ha vinto dodici Palii, portando a 431/2 il computo totale di vittorie ufficiali.

### Duemila

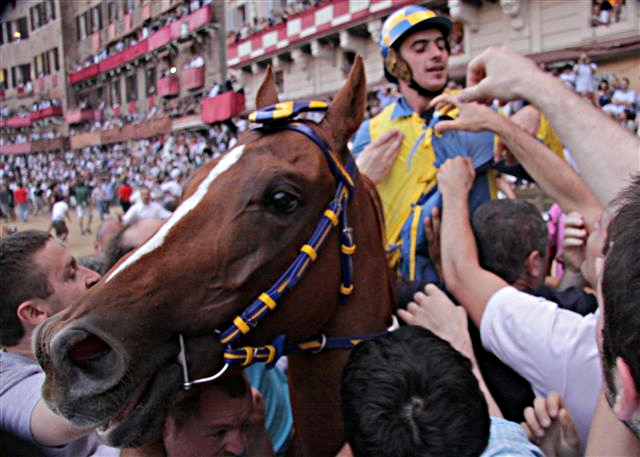
Gingillo su Già del Menhir

La prima vittoria tartuchina del nuovo millennio è datata 16 agosto 2002, per merito di Luigi Bruschelli detto Trecciolino, su Berio. L'accoppiata chiuse la carriera con il tempo di 1'13"86, tra i più veloci di sempre. Lo stesso Trecciolino seppe ripetersi dopo soli due anni su Alesandra, cavalla capace di tener testa ai due più quotati Zodiach e Berio.
Un'altra vittoria arriva il 2 luglio 2009: Giuseppe Zedde detto Gingillo, alla sua decima esperienza in Piazza sul cavallo Già del Menhir, è riuscito a centrare il terzo successo del XXI secolo per la Contrada di Castelvecchio. Il 16 agosto 2010 la Tartuca centra ancora una vittoria, grazie al fatino Luigi Bruschelli detto Trecciolino sul cavallo Istriceddu.
In occasione del Palio straordinario corso il 20 ottobre 2018 per commemorare il Centenario della prima guerra mondiale, la Tartuca vince grazie al cavallo scosso Remorex, montato al canape da Andrea Coghe detto Tempesta. La Tartuca non vinceva uno straordinario dal 14 maggio 1809 ed è la prima volta che vince con un cavallo scosso.
Grazie ai cinque successi nel XXI secolo, le vittorie ufficialmente riconosciute alla Tartuca sono 481/2.

## Cronistoria delle vittorie
- Vittorie ufficiali: vittorie riconosciute dal Comune di Siena, ed attestate nell'"Albo delle vittorie del Palio di Siena"[85].

| N° vittoria                      | Data            | Fantino                                      | Cavallo                                |
| -------------------------------- | --------------- | -------------------------------------------- | -------------------------------------- |
| 1                                | 2 luglio 1651   | ?                                            | ?                                      |
| 2                                | 2 luglio 1678   | Pavolo Roncucci detto Pavolino               | ?                                      |
| 3                                | 2 luglio 1685   | Giovan Battista Landi detto Granchio         | Morello delle Monache di Castelvecchio |
| 4                                | 2 luglio 1700   | Savino Oste                                  | Grillo                                 |
| Vittorie nel XVII secolo: 4      |                 |                                              |                                        |
| 41/2                             | 16 agosto 1713  | Giovan Battista Papi detto Ruglia            | Montalcino                             |
| 51/2                             | 2 luglio 1714   | Niccolaio Luti detto Ignudo                  | Pizzirullo                             |
| 61/2                             | 1º maggio 1722  | Giuseppe Maria Bartaletti detto Strega       | Belladonna                             |
| 71/2                             | 2 luglio 1725   | Jacomo Mazzini detto Cerrino                 | Bellafronte                            |
| 81/2                             | 2 luglio 1733   | Giuseppe Pistoi detto Figlio di Cappellaro   | Morello del Parigini                   |
| 91/2                             | 2 luglio 1735   | Giuseppe Mazzini                             | Morello di Siena                       |
| 101/2                            | 4 luglio 1756   | Antonio Vigni detto Luchino                  | Morello stellato del Vichi             |
| 111/2                            | 2 luglio 1769   | Luigi Sucini detto Nacche                    | Baio del Mancini                       |
| 121/2                            | 2 luglio 1786   | Isidoro Bianchini detto Dorino               | Morello maltinto del Dei               |
| 131/2                            | 16 agosto 1790  | Isidoro Bianchini detto Dorino               | Morello stellato del Bruttini          |
| 141/2                            | 2 luglio 1797   | Angelo Giusti detto Ciocio                   | Morello maltinto del Ceccarelli        |
| 151/2                            | 17 agosto 1800  | Francesco Sucini detto Polpettino            | Baio bruciato del Brecchi              |
| Vittorie nel XVIII secolo: 111/2 |                 |                                              |                                        |
| 161/2                            | 2 luglio 1802   | Tommaso Felloni detto Biggéri                | Stornello del Valacchi                 |
| 171/2                            | 20 agosto 1804  | Giuseppe Menghetti detto Giuseppetto         | Sauro balzano del Ricci                |
| 181/2                            | 4 giugno 1809   | Palio straordinario corso con cavalli scossi | Rondinello                             |
| 191/2                            | 16 agosto 1812  | Luigi Brandani detto Cicciolesso             | Morello bruciato del Mariotti          |
| 201/2                            | 16 agosto 1813  | Niccolò Chiarini detto Caino                 | Baio scuro del Lippi                   |
| 211/2                            | 2 luglio 1817   | Niccolò Chiarini detto Caino                 | Baio scuro del Pagliai                 |
| 221/2                            | 3 luglio 1836   | Giovanni Brandani detto Pipistrello          | Morello del Cubattoli                  |
| 231/2                            | 2 luglio 1843   | Francesco Bianchini detto Campanino          | Morello del Riccucci                   |
| 241/2                            | 16 agosto 1861  | Mario Bernini detto Bachicche                | Storno del Bandini                     |
| 251/2                            | 20 agosto 1872  | Pietro Locchi detto Paolaccino               | Morello del Marchetti                  |
| 261/2                            | 4 luglio 1886   | Antonio Salmoria detto Leggerino             | Carbonello                             |
| 271/2                            | 16 agosto 1886  | Pietro Fosci detto Pietrino d'Arezzo         | Farfallina                             |
| 281/2                            | 4 luglio 1889   | Francesco Ceppatelli detto Tabarre           | Gemma                                  |
| 291/2                            | 16 agosto 1891  | Francesco Ceppatelli detto Tabarre           | Farfallina                             |
| 301/2                            | 16 agosto 1895  | Ansano Giovannelli detto Ansanello           | Baio zaino del Manetti                 |
| 311/2                            | 16 agosto 1898  | Angelo Volpi detto Bellino                   | Gamba di ferro                         |
| Vittorie nel XIX secolo: 16      |                 |                                              |                                        |
| 321/2                            | 16 agosto 1902  | Domenico Fradiacono detto Scansino           | Baio stella in fronte                  |
| 331/2                            | 16 agosto 1910  | Domenico Fradiacono detto Scansino           | Stella                                 |
| 341/2                            | 16 agosto 1914  | Aldo Mantovani detto Bubbolo                 | Baio stella in fronte                  |
| 351/2                            | 16 agosto 1930  | Fernando Leoni detto Ganascia                | Carnera                                |
| 361/2                            | 2 luglio 1933   | Fernando Leoni detto Ganascia                | Folco                                  |
| 371/2                            | 16 agosto 1933  | Fernando Leoni detto Ganascia                | Folco                                  |
| 381/2                            | 16 agosto 1951  | Giuseppe Gentili detto Ciancone              | Bagnorea                               |
| 391/2                            | 2 luglio 1953   | Albano Nucciotti detto Ranco                 | Tarantella                             |
| 401/2                            | 2 luglio 1967   | Leonardo Viti detto Canapino                 | Ettore                                 |
| 411/2                            | 2 luglio 1972   | Andrea Degortes detto Aceto                  | Mirabella                              |
| 421/2                            | 3 luglio 1991   | Salvatore Ladu detto Cianchino               | Uberto                                 |
| 431/2                            | 16 agosto 1994  | Dario Colagè detto Il Bufera                 | Delfort Song                           |
| Vittorie nel XX secolo: 12       |                 |                                              |                                        |
| 441/2                            | 16 agosto 2002  | Luigi Bruschelli detto Trecciolino           | Berio                                  |
| 451/2                            | 16 agosto 2004  | Luigi Bruschelli detto Trecciolino           | Alesandra                              |
| 461/2                            | 2 luglio 2009   | Giuseppe Zedde detto Gingillo                | Già del Menhir                         |
| 471/2                            | 16 agosto 2010  | Luigi Bruschelli detto Trecciolino           | Istriceddu                             |
| 481/2                            | 20 ottobre 2018 | Andrea Coghe detto Tempesta                  | Remorex (scosso)                       |
| Vittorie nel XXI secolo: 5       |                 |                                              |                                        |

- Vittorie non ufficiali: vittorie in Palii non considerati ufficiali, ma che la Contrada comunque si attribuisce[85].

| N° vittoria | Data           | Fantino                          | Cavallo                             |
| ----------- | -------------- | -------------------------------- | ----------------------------------- |
| 1           | 15 agosto 1633 | ?                                | ?                                   |
| 2           | 2 luglio 1638  | ?                                | ?                                   |
| 3           | 2 luglio 1643  | ?                                | ?                                   |
| 4           | 2 luglio 1664  | ?                                | ?                                   |
| 5           | 2 luglio 1670  | Fantino da Monterotondo          | Stornello del prete di Monterotondo |
| 6           | 2 luglio 1682  | Domenico Bacchini detto Bacchino | ?                                   |

## Statistiche
Le seguenti statistiche sono aggiornate al Palio di Siena del 20 ottobre 2018 compreso.
- Nel corso della sua storia, la Tartuca è riuscita a "fare cappotto" (vincere cioè i due Palii ordinari di luglio ed agosto) in due occasioni: nel 1886 e nel 1933. Nel 1886 grazie alle vittorie di Antonio Salmoria detto Leggerino su Carbonello (4 luglio) e di Pietro Fosci detto Pietrino d'Arezzo su Farfallina (16 agosto); nel 1933 con il doppio successo di Fernando Leoni detto Ganascia in entrambi i Palii (2 luglio e 16 agosto) su Folco.
- La Tartuca è la terza Contrada di Siena per numero di vittorie (481/2), dietro solamente a Oca (65) e Chiocciola (51).
- Insieme con l'Oca, la Tartuca non ha mai avuto la "cuffia"[107]: non è cioè mai stata la Contrada che dal maggiore numero di anni non vince il Palio.
- La Tartuca è la Contrada che ha perso il minor numero di Palii consecutivamente, avendo atteso al massimo 23 Palii prima di rivincere (tra il 2 luglio 1817 ed il 3 luglio 1836). Al primo posto c'è la Giraffa con 62 Palii d'attesa (dal 16 agosto 1807 al 2 luglio 1852)[108].
- L'ultima vittoria della Tartuca in un Palio straordinario è datata 20 ottobre 2018, grazie al sauro Remorex, montato al canape da Andrea Coghe detto Tempesta (il precedente fu il Palio straordinario del 4 giugno 1809, corso da tutte e diciassette le Contrade con cavalli scossi, e venne vinto da Rondinello). L'ultima vittoria in luglio è del 2 luglio 2009, grazie a Giuseppe Zedde detto Gingillo; l'ultima in agosto è del 16 agosto 2010, con Luigi Bruschelli detto Trecciolino.
- I fantini più vittoriosi nella storia della Tartuca sono Fernando Leoni detto Ganascia e Luigi Bruschelli detto Trecciolino, entrambi con tre successi. Il primo ha vinto il 16 agosto 1930, oltre al "cappotto" del 1933; il secondo ha vinto il 16 agosto 2002, 2004 e 2010. Il fantino che ha corso più volte per la Contrada è Leonardo Viti detto Canapino, con dieci presenze[109].
- La Tartuca è stata squalificata in quattro occasioni: dopo il Palio del 16 agosto 1991 (un Palio di squalifica); dopo il Palio del 3 luglio 1997 (due Palii di squalifica); dopo il Palio del 16 agosto 1997 (un Palio di squalifica); dopo il Palio del 2 luglio 2018 (2 Palii di squalifica)[110]. Venne squalificata per due Palii dopo il Palio del 20 agosto 1945, ma la sospensione venne annullata il 24 aprile 1946[111].
- La Contrada della Tartuca si è aggiudicata il "Masgalano" (cioè il premio assegnato alla Contrada la cui Comparsa risulta essere la "migliore" per eleganza, dignità di portamento e coordinazione nel corso di entrambi i Cortei Storici che precedono il Palio) in tre occasioni: 1954, 1988, 1995[112].